# Crass
Crass — британський панк-рок-гурт, утворений 1977 року  , який сприяв поширенню анархізму як політичної ідеології, способу життя та руху опору. Crass популяризував анархо-панк-рух субкультури панків, виступаючи за пряму дію, права тварин і охорону довкілля. Колектив використовував і захищав DIY-панк-етичний підхід «все-сам, do it yourself» (див. DIY субкультура) до своїх звукових колажів, листівок, альбомів і фільмів.
Crass малювали фарборозпилювачем через трафарет графіті-послання в лондонському метрополітені та на рекламних щитах, координували сквоти й організовані політичні акції. Вони виражали свої ідеї, вдягаючи чорний одяг військового стилю та використовуючи сценічний фон у вигляді значків, що поєднували християнський хрест, свастику, Прапор Великої Британії та Уроборос.
Команда ставилась критично до субкультури панку і молодіжної культури загалом. Їх вважають представниками артпанку за використання стрічкових колажів, графіки, усних послань, поезії та імпровізації.

## Історія
Гурт був заснований у Dial House, відкритій комуні поблизу Епінга в графстві Ессекс, і сформований коли засновник Dial House Пенні Рімбо почав джемувати зі Стівом Ігнорантом (котрий проживав у тому будинку в той час). Ігнорант вирішив створити гурт після того як побачив концерт the Clash в Бристолі.
Після того як приєдналися інші друзі й члени комуни (включаючи Гі Ваучера, Піта Райта, Н. А. Палмера і Стіва Хермана), Crass зіграли свій перший концерт на вуличному фестивалі на вулиці Хантлі в північному Лондоні. Вони планували зіграти п'ять пісень, але місцеві жителі дозволили тільки три. Гітарист Стів Херман залишив групу невдовзі після того і його замінив Філ Фрі. Джой Де Вівр та Ів Лібертайн також приєдналися до гурту приблизно тоді ж.
Crass зіграли два концерти в Роксі Клуб у Ковент Гарден, Лондон. За словами Рімбо, музиканти з'явились п'яними на своєму другому шоу, за що їх вигнали зі сцени; це надихнуло Crass на створення пісні «Banned from the Roxy». Після цього випадку колектив почав ставитись до справи серйозніше, уникаючи вживання спиртних напоїв і канабісу перед концертами і вдягаючи чорну воєнну уніформу.
Вони ввели свій власний логотип для оформлення фону сцени, що його намалював друг Рімбо Дейв Кінг. Це надало команді мілітаристського образу, що призвело до звинувачень у фашизмі. Crass відповідали, що їх поява в однаковій уніформі була спрямована проти «культу особистості», щоб жодного з музикантів не можна було сприйняти лідером, як в багатьох інших гуртів.
Crass задумували свій логотип як обкладинку для самвидатівського памфлету Рімбо Божевільня реальності Христа. В ньому поєднані символи влади: християнський хрест, свастика, Прапор Великої Британії та Уроборос.
Першим альбомом Crass був The Feeding of the 5000  в 1978. Працівники заводу з пресування платівок відмовились виконувати замовлення через начебто богохульний зміст пісні «Asylum», і запис вийшов без неї. На місці композиції було дві хвилини тиші під заголовком «The Sound Of Free Speech». Цей випадок підштовхнув гурт до створення їх власного лейблу Crass Records.
1979 року гурт випустив свою другу платівку (Stations of the Crass). Це був подвійний альбом з трьома сторонами нового матеріалу і четвертою стороною записаною наживо в Pied Bull Іслінгтон.
Наступний сингл Crass «Bloody Revolutions» 1980, був фандрайзинговою благодійною акцією разом з гуртом Poison Girls, з якими вони заробили £20,000 щоб фінансувати громадський центр Wapping Autonomy Centre. Слова пісні «Bloody Revolutions» критикували з анархо-пацифістської позиції заклики до марксистської революційної боротьби й частково стали відповіддю на насильство на їх концерті в Conway Hall на площі Red Lion Square у Лондоні, де Crass і Poison Girls грали у вересні 1979. Шоу було задумане як фандрайзингова акція на користь так званих «Persons Unknown», групи анархістів, яких звинувачували у змові. Протягом концерту прибічники Соціалістичної робочої партії Великої Британії й інші антифашисти напали на неонацистів з Британського руху, що призвело до подальшої ескалації конфлікту. Музиканти згодом переконували, що члени лівої партії були значною мірою відповідальні за бійку, а такі організації, як, наприклад Рок проти расизму примушували аудиторію поділятись на лівих і правих.
Crass випустили третій альбом Penis Envy в 1981. Він ознаменував відхід від хардкор-панк образу The Feeding of the 5000 і Stations of the Crass. Він характерний більш складними музикальними аранжуваннями та жіночим вокалом Ів Лібертайн і Джой Де Вівр. Альбом торкався питань фемінізму, нападав на інститут шлюбу та сексуального обмеження.
Гурт потратив майже рік, щоб записати й випустити свій четвертий альбом Christ — The Album, який був подвійним. Впродовж цього періоду Фолклендська війна почалась і закінчилась. Ця подія примусила Crass переглянути своє відношення до випуску альбомів. Якщо спочатку завданням Crass був політичний коментар, то тепер вони відчували, що світові події випередили їх і відсунули у минуле.
Швидкість, з якою Фолклендська розгорталась, і спустошення, що Тетчер спричиняла вдома та за кордоном, примусила нас відповідати швидше ніж ми це робили раніше. Ми потратили так багато часу, щоб створити Christ – The Album, що деякі з пісень у ньому, які попереджали про наближення бунтів та війни, стали майже неактуальними. Токстет, Бристоль, Брикстон і Фолклендські острови вже були у вогні до того часу як ми випустили альбом. Ми відчували себе безпорадними через нашу повільність, приниженими нашою невідповідністю.
Наступні платівки (включаючи сингли «How Does It Feel? (to Be the Mother of a Thousand Dead)» і «Sheep Farming in the Falklands» та альбом Yes Sir, I Will) продемонстрували повернення гурту до своїх коренів та були охарактеризовані, як «тактичні відповіді» на політичні виклики.
Crass стали більмом на оці уряду Маргарет Тетчер після Фолклендської війни. Питання стосовно гурту у Парламенті Великої Британії й спроби переслідування депутатом від консервативної партії Тімоті Еггаром за їх сингл «How Does It Feel…», примусили їх подумати про своє майбутнє.
На плечі команди лягли важкі судові витрати через переслідування альбому Penis Envy. Цей факт поєднаний з труднощами спільного життя і праці, врешті-решт взяв своє. 7 липня гурт зіграв благодійний концерт в Абердері, Уельс для шахтарів що страйкували, і при поверненні додому Н. А. Палмер оголосив, що збирається полишити команду. Це утвердило Crass в їх попередньому намірі припинити існування в 1984, і колектив розпався.

## Склад
- Стів Ігнорант (вокал)
- Ів Лібертайн (вокал)
- Джой Де Вівр (вокал)
- Н. A. Палмер (гітара)
- Філ Фрі (гітара)
- Піт Райт (бас, вокал)
- Пенні Рімбо (ударні, вокал)
- Гі Ваучер (Мистецьке оформлення, фортепіано, радіо)
- Mick Duffield (films)
- Джон Лодер звукорежисер і засновник Southern Studios, іноді вважається «дев'ятим членом» Crass.[26]
- Стів Херман (гітара; покинув групу невдовзі після їх першого виступу)

## Дискографія

### Студійні альбоми
- The Feeding of the 5000 (1978, Small Wonder Records) (UK Indie — No. 1)
- Stations of the Crass (521984, подвійний студійний альбом, 1979) (UK Indie — No. 1)
- Penis Envy (album) (321984/1, 1981) (UK Indie — No. 1)
- Christ — The Album (BOLLOX 2U2, подвійний студійний альбом, 1982) (UK Indie — No. 1)
- Yes Sir, I Will (121984/2, 1983) (UK Indie — No. 1)
- Best Before 1984 (CATNO5; зібрання синглів, 1986) (UK Indie — No. 7)
- Ten Notes on a Summer's Day (catalog No. 6, 1986, Crass Records) (UK Indie — No. 6)

### Записи наживо
- Christ: The Bootleg (записаний наживо в Нотінгемі, 1984, опублікований в 1989 на Allied Records)
- You'll Ruin It For Everyone (записаний наживо в Перт (Шотландія), 1981, опублікований 1993 на Pomona Records)

### Відео
- Christ: The Movie (серія коротких фільмів Міка Дюфілда що були показані на виступах Crass, VHS, опубліковано 1990)
- Semi-Detached (відео колажі Гі Ваучера, 1978-84, VHS, 2001)
- Crass: There Is No Authority But Yourself (документальний фільм Alexander Oey,2006) що задокументував історію Crass та Dial House.